# Bine Krese
Bine (Albin) Krese, slovenski slikar, * 10. december, 1950, Ljubljana, † 9. december 2023, Ljubljana.
Krese se je med letoma 1973 in 1978 izobraževal na Akademiji za likovno umetnost v Ljubljani (mentorja Bogdan Borčić in Marjan Pogačnik). Od leta 1981 deluje kot samostojni kulturni delavec in se izraža s tehnikami akril (na platnu), z grafikami, ilustracijami in s poslikavami prostorov. Njegova zadnja slikarska razstava je bila v ljubljanski galeriji Equrna leta 2004.
Kresetove likovne podobe nosijo samosvojo, razpoznavno podobo abstraktne misli. V slovenskem prostoru zaseda posebno mesto s svojo halucinantno, fantazijsko likovno govorico, ki jo označujeta občutljivost in metaforična originalnost.